# Castelhana Branca
Castelhana Branca es un cultivar de higuera tipo Smyrna Ficus carica unífera, de piel verde ligero amarillento con costillas verdosas marcadas. Se cultivan principalmente en el Algarve (Portugal), de muy buena calidad tanto para higo fresco, como para higo seco paso.

## Sinonimias
- „Euchário Branco“,[4][5]
- „Euchária Branca“,
- „Inchário Branco“.

## Historia
El cultivo extensivo de las higueras era tradicional en Portugal, especialmente en las regiones del Algarve, Moura, Torres Novas y Mirandela. Se cosechaban los llamados « "figos vindimos" », que tenían como destino el mercado de los higos secos, para el consumo humano o industrial, pero también para la alimentación de los animales,
Era un higueral de baja densidad, entre 100 y 150 higueras por hectárea, con árboles de gran porte, baja productividad y mucha mano de obra. Todo esto, unido a la fuerte competencia de los higos provenientes del norte de África y Turquía, provocó un progresivo abandono de este cultivo.
Hoy día se está recuperando, pero orientada la producción para su consumo en fresco, imponiéndose variedades más productivas adaptadas a las exigencias y gustos del mercado, aumentando las densidades de plantación e incluso aportando la posibilidad de riego. La producción de higos para el mercado de fruta fresca tiene dos épocas distintas de producción. Una en mayo, junio y julio, que es la época de los « "figos lampos" » (brevas); y otra en agosto y septiembre, hasta las primeras lluvias, que es la época de los « "figos vindimos" » (higos).
La variedad 'Castelhana Branca' según declara Mello Leotte (1901), y
descripción con ilustraciones de Bobone (1932). El primero declara que la palabra
« “euchário” » deriva de la palabra arcaica « “eucha” », “pecho,” y « “caixa” » “caja”; i.e., “pecho en caja.” También le da a la variedad 'Euchário Preto' como sinónimo; pero Bobone señala distinciones en el tamaño, color y sabor. Ambos requieren "caprificación" y solo producen una sola cosecha (higos). De acuerdo a Mello Leotte, estos higos, madurados adecuadamente, no tienen rival en calidad, y alcanzan altos precios en el mercado.

## Características
La higuera 'Castelhana Branca' es una variedad unífera, del tipo Smyrna. Los árboles 'Castelhana Branca' son árboles de porte esparcido, generalmente después de la polinización por Blastophaga psenes producen una cosecha de higos de tamaño medio, 
son turbinados, redondeados en el ápice; color verde amarillento, con costillas marcadas oscuramente tintado color castaña; pulpa carmín; sabor agradable; frutos de calidad. Maduran en la temporada media.
Según Ira J. Condit indica que tanto 'Castelhana Branca' como 'Castelhana Preta' son sinónimos de 'Inchário' ('Euchário' según Condit), pero estas son variedades diferentes, tanto blancas como negras. Estos son dos tipos smyrna de Portugal.

## Cultivo
'Castelhana Branca' se trata de una variedad muy adaptada al cultivo de secano. Muy cultivado en el Algarve (Portugal) y cuando están madurados adecuadamente no tienen rival en calidad, y alcanzan altos precios en el mercado,
Se cultivan para su consumo como higo fresco y también producen unos excelentes higos pasos secos.